# Wakizashi

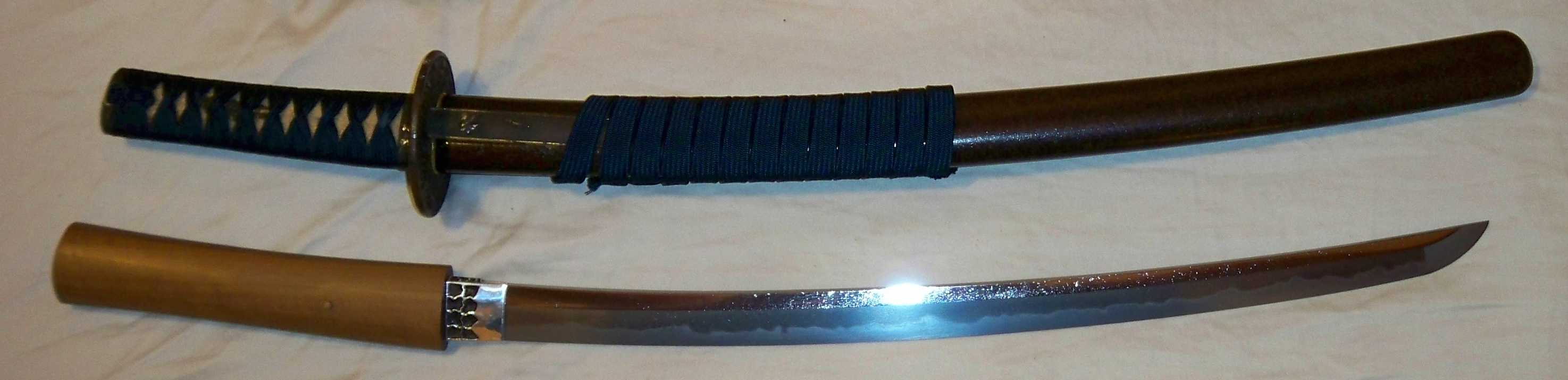
Wakizashi.

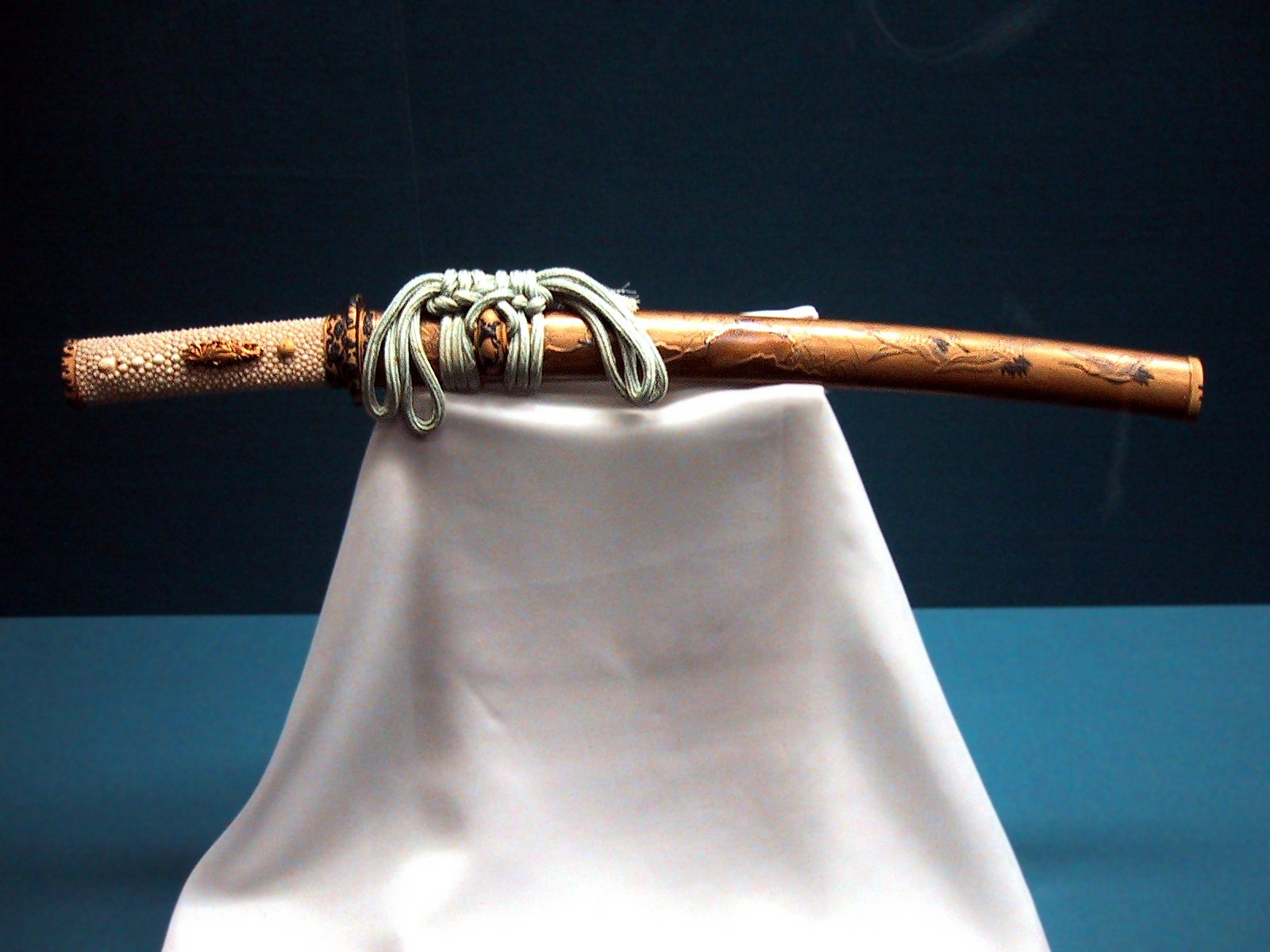
Wakizashi koshirae del periodo Edo.

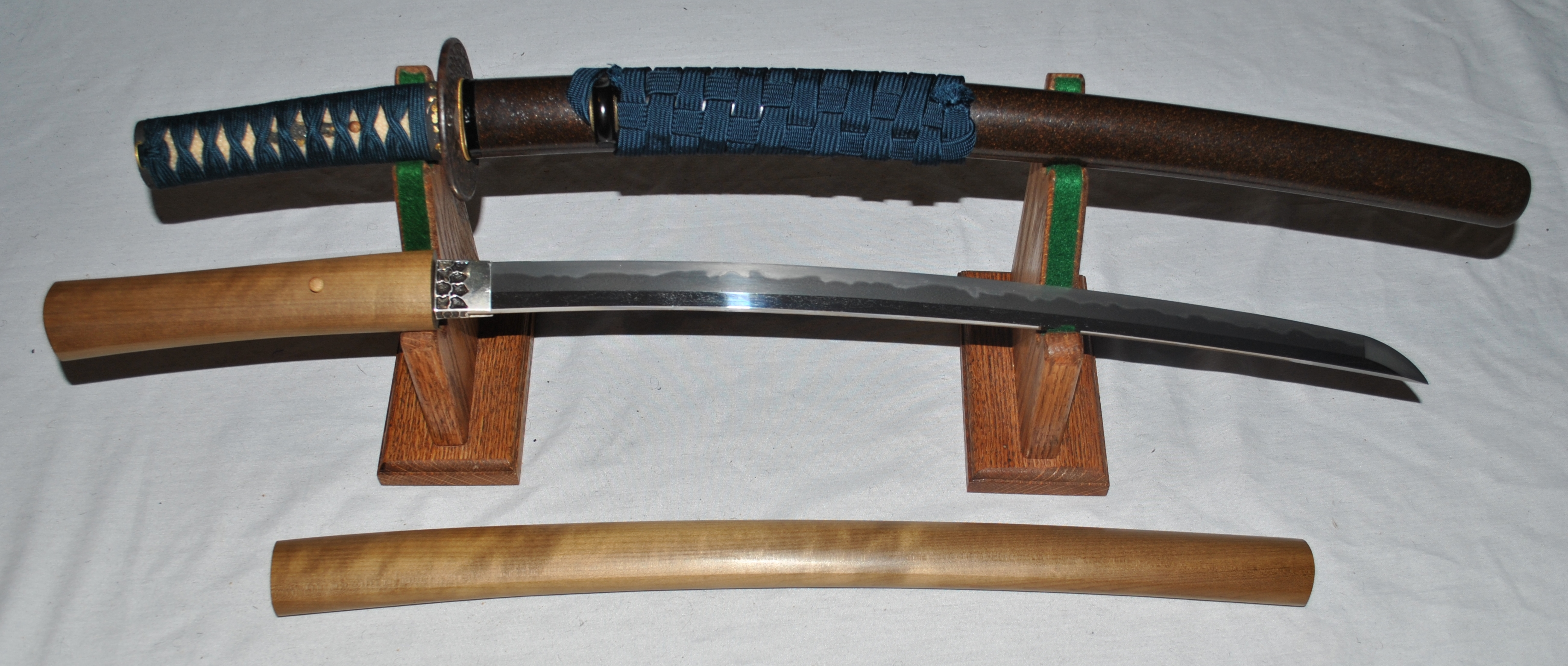

El wakizashi (脇差 o 脇指:わきざし?), también conocida como shōtō (小刀?), es un sable corto tradicional japonés, con una longitud de entre 30 y 60 centímetros. En el caso del más corto, casi habría que hablar de tantō, un tipo japonés de cuchillo.
Su forma es similar a la de la katana, aunque el filo es generalmente más delgado y por tanto puede herir con mayor gravedad a un objetivo desprotegido. Los guerreros samurái a menudo llevaban ambas consigo, denominándolas en conjunto daishō, literalmente 'la larga y la corta'.
El wakizashi se usó desde un principio como arma de defensa para el samurái, cuando no disponía de la katana. En este aspecto sustituyó al tantō, antes mencionado, que se utilizó al principio y durante las guerras civiles. Cuando un samurái entraba en un edificio dejaba su katana en un soporte junto a la entrada. Sin embargo, podía llevar consigo la wakizashi en todo momento, e incluso tenerla cerca mientras dormía para repeler cualquier agresión. Al ser más corta y manejable, era más indicada para la defensa en espacios cerrados, donde muy probablemente cualquier ataque o guardia de una katana tropezaría con vigas, techos o mobiliario, que entorpecería su movimiento. La wakizashi tenía por tanto una función análoga a las pistolas en las fuerzas armadas modernas; más efectiva en ámbitos civiles o paramilitares que en combate abierto.
El wakizashi también se usaba para pelear en templos, ya que estos eran de techo bajo, y también para pelear en postura seiza (postura arrodillada con los pies extendidos).
Debido a su tamaño también era utilizada por los ninjas en sustitución del ninjatō, el cual ocupa un lugar intermedio entre la katana y el wakizashi o kodachi. 
Gracias a su pequeña longitud el desenvaine y corte era más fácil.

## Daisho
El daishō (大小? lit. "grande y pequeña") es la pareja de sables tradicionales del samurái, la katana y el wakizashi, los cuales son llevados juntos. La etimología de esta palabra queda más clara cuando se usan los términos daitō (espada grande) y shōtō (espada pequeña); daitō + shōtō = daishō. La katana era usada en el campo de batalla y para la mayoría de los propósitos, mientras que el wakizashi era considerado un arma de cuerpo a cuerpo y de menor rango.
Aunque la imagen ideal de esta pareja de armas se compone de una katana y wakizashi, el concepto del daisho designa a cualquier combinación de una hoja larga y una más corta, incluyendo también la uchigatana, el tachi y el tantō.
Este conjunto de armas solían pertenecer a algún antepasado de la familia del samurái, ya que así aumentaría el honor de su casa y se vería protegido por sus antepasados.